# Чемпіонат світу з легкої атлетики в приміщенні 2024
Чемпіонат світу з легкої атлетики в приміщенні 2024 буде проведений 1-3 березня в Глазго на «Емірейтс Арені».
Рішення про надання шотландському місту права проводити чемпіонат було прийнято Радою Світової легкої атлетики 1 грудня 2021.
До участі у змаганнях допускатимуться спортсмени, які виконають встановлені нормативи.
Затверджений розклад дисциплін був оприлюднений у травні 2023.

## Призери

### Чоловіки
| Місце | Атлет                    | Результат |
| ----- | ------------------------ | --------- |
| 1     | Крістіан Коулмен США     | 6,41 WL   |
| 2     | Ноа Лайлс США            | 6,44      |
| 3     | Акім Блейк Ямайка        | 6,46      |
| 4     | Фердінанд Оманьяла Кенія | 6,56      |
| 5     | Генрік Ларссон Швеція    | 6,56      |
| 6     | Еммануель Есеме Камерун  | 6,68      |

| Місце | Атлет                     | Результат |
| ----- | ------------------------- | --------- |
| 1     | Александер Дом Бельгія    | 45,25 NR  |
| 2     | Карстен Варгольм Норвегія | 45,34 SB  |
| 3     | Рушин Мак-Дональд Ямайка  | 45,65 PB  |
| 4     | Жуан Коелью Португалія    | 45,86 NR  |
| 5     | Мольнар Аттіла Угорщина   | 46,11     |
| 6     | Матей Крсек Чехія         | 46,47     |

| Місце | Атлет                   | Результат  |
| ----- | ----------------------- | ---------- |
| 1     | Брайс Гоппел США        | 1.44,92 WL |
| 2     | Андреас Крамер Швеція   | 1.45,27 SB |
| 3     | Еліот Крестан Бельгія   | 1.45,32    |
| 4     | Каталін Текучану Італія | 1.46,39    |
| 5     | Маріано Гарсія Іспанія  | 1.48,77    |
| —     | Бенжамін Робер Франція  | DQ         |

| Місце | Атлет                       | Результат  |
| ----- | --------------------------- | ---------- |
| 1     | Джорді Біміш Нова Зеландія  | 3.36,54 PB |
| 2     | Коул Гокер США              | 3.36,69 PB |
| 3     | Гоббс Кесслер США           | 3.36,72    |
| 4     | Ісаак Надер Португалія      | 3.36,97    |
| 5     | Нарве Гільє Нордос Норвегія | 3.37,03 PB |
| 6     | Адель Мечаль Іспанія        | 3.37,76    |

| Місце | Атлет                     | Результат  |
| ----- | ------------------------- | ---------- |
| 1     | Джош Керр Велика Британія | 7.42,98    |
| 2     | Яред Нугусе США           | 7.43,59 SB |
| 3     | Селемон Барега Ефіопія    | 7.43,64    |
| 4     | Гетнет Вале Ефіопія       | 7.44,77    |
| 5     | Олін Гакер США            | 7.45,40 SB |
| 6     | Адель Мечаль Іспанія      | 7.45,67    |

| Місце | Атлет                    | Результат |
| ----- | ------------------------ | --------- |
| 1     | Грант Голловей США       | 7,29 CR   |
| 2     | Лоренцо Сімонеллі Італія | 7,43 NR   |
| 3     | Жуст Квау-Матей Франція  | 7,47      |
| 4     | Енріке Льйопіс Іспанія   | 7,53      |
| 5     | Якуб Шиманський Польща   | 7,53      |
| 6     | Трей Каннінгем США       | 7,53      |

| Місце | Атлет                     | Результат |
| ----- | ------------------------- | --------- |
| 1     | Гаміш Керр Нова Зеландія  | 2,36 WL   |
| 2     | Шелбі Мак-Івен США        | 2,28      |
| 3     | У Сан Хьок Південна Корея | 2,28      |
| 4     | Олег Дорощук Україна      | 2,24      |
| 5     | Ян Штефела Чехія          | 2,24      |
| 6     | Вернон Тернер США         | 2,24      |

| Місце | Атлет                    | Результат |
| ----- | ------------------------ | --------- |
| 1     | Арман Дюплантіс Швеція   | 6,05 WL   |
| 2     | Сем Кендрікс США         | 5,90      |
| 3     | Еммануїл Караліс Греція  | 5,85 SB   |
| 4     | Крістофер Нільсен США    | 5,75      |
| 5     | Кертіс Маршалл Австралія | 5,75      |
| 6     | Тібо Колле Франція       | 5,65      |
| 6     | Бен Брудерс Бельгія      | 5,65      |

| Місце | Атлет                      | Результат |
| ----- | -------------------------- | --------- |
| 1     | Мільтіадіс Тентоглу Греція | 8,22      |
| 2     | Маттія Фурлані Італія      | 8,22      |
| 3     | Кері Мак-Леод Ямайка       | 8,21 SB   |
| 4     | Сімон Батц Німеччина       | 8,06      |
| 5     | Джарріон Ловсон США        | 8,06 SB   |
| 6     | Таджей Гейл Ямайка         | 7,89      |

| Місце | Атлет                        | Результат |
| ----- | ---------------------------- | --------- |
| 1     | Уг Фабріс Занго Буркіна-Фасо | 17,53 SB  |
| 2     | Яссер Трікі Алжир            | 17,35 SB  |
| 3     | Тьягу Перейра Португалія     | 17,08 SB  |
| 4     | Фан Яоцин КНР                | 16,93 SB  |
| 5     | Еммануель Іхемедже Італія    | 16,90     |
| 6     | Дональд Скотт США            | 16,88 SB  |

| Місце | Атлет                       | Результат |
| ----- | --------------------------- | --------- |
| 1     | Раян Кроузер США            | 22,77 CR  |
| 2     | Томас Волш Нова Зеландія    | 22,06     |
| 3     | Леонардо Фаббрі Італія      | 21,96     |
| 4     | Зейн Вейр Італія            | 21,85 SB  |
| 5     | Джако Гілл Нова Зеландія    | 21,69 SB  |
| 6     | Чуквуєбука Енеквечі Нігерія | 21,60     |

| Місце | Атлет                          | Результат  |
| ----- | ------------------------------ | ---------- |
| 1     | Зімон Егаммер Швейцарія        | 6418 WL NR |
| 2     | Сандер Скотхейм Норвегія       | 6408 NR    |
| 3     | Йоганнес Ерм Естонія           | 6340 PB    |
| 4     | Кен Маллінгс Багамські Острови | 6242       |
| 5     | Макенсон Глетті Франція        | 6187       |
| 6     | Вілем Страський Чехія          | 6080 PB    |

| \| Місце \| Команда \| Результат \| \| ----- \| ----------------------------------------------------------------------------------------------------------------------- \| ---------- \| \| 1 \| БельгіяЙонатан Сакор Ділан Борле Крістіан Ігуасель Александер Дом Тібо де Смет (забіг) \| 3.02,54 WL \| \| 2 \| СШАДжейкорі Паттерсон Метью Болінг Ноа Лайлс Крістофер Бейлі Пол Дедево (забіг) Тревор Бассітт (забіг) \| 3.02,60 SB \| \| 3 \| НідерландиЛімарвін Боневасія Ремсі Анджела Терренс Агард Тоні ван Діпен Таймір Бернет (забіг) Ісая Клейн Іккінк (забіг) \| 3.04,25 NR \| \| 4 \| КеніяВайзмен Мухобе Дзаблон Еквам Келвін Таута Боніфас Мвереса \| 3.06,71 AR \| \| 5 \| ПольщаМаксиміліан Свед Ян Вавжкович Данієль Солтисяк Матеуш Жезничак Патрик Гжегожевич (забіг) \| 3.08,00 \| \| — \| ПортугаліяЕрікссон Тавареш Жуан Коелью Рікарду дус Сантус Омар Ельхатіб \| DQ \| | |            |
| Місце | Команда | Результат  |
| 1 | БельгіяЙонатан Сакор Ділан Борле Крістіан Ігуасель Александер Дом Тібо де Смет (забіг)                                  | 3.02,54 WL |
| 2 | СШАДжейкорі Паттерсон Метью Болінг Ноа Лайлс Крістофер Бейлі Пол Дедево (забіг) Тревор Бассітт (забіг)                  | 3.02,60 SB |
| 3 | НідерландиЛімарвін Боневасія Ремсі Анджела Терренс Агард Тоні ван Діпен Таймір Бернет (забіг) Ісая Клейн Іккінк (забіг) | 3.04,25 NR |
| 4 | КеніяВайзмен Мухобе Дзаблон Еквам Келвін Таута Боніфас Мвереса                                                          | 3.06,71 AR |
| 5 | ПольщаМаксиміліан Свед Ян Вавжкович Данієль Солтисяк Матеуш Жезничак Патрик Гжегожевич (забіг)                          | 3.08,00    |
| — | ПортугаліяЕрікссон Тавареш Жуан Коелью Рікарду дус Сантус Омар Ельхатіб                                                 | DQ         |

### Жінки
| Місце | Атлетка                    | Результат |
| ----- | -------------------------- | --------- |
| 1     | Джульєн Альфред Сент-Люсія | 6,98 WL   |
| 2     | Ева Свобода Польща         | 7,00      |
| 3     | Зайнаб Доссо Італія        | 7,05      |
| 4     | Зої Гоббс Нова Зеландія    | 7,06 AR   |
| 5     | Мікая Бріско США           | 7,08      |
| 6     | Рані Росіус Бельгія        | 7,14      |

| Місце | Атлетка                        | Результат |
| ----- | ------------------------------ | --------- |
| 1     | Фемке Бол Нідерланди           | 49,17 WR  |
| 2     | Ліке Клавер Нідерланди         | 50,16     |
| 3     | Алексіс Голмс США              | 50,24 PB  |
| 4     | Лавіаї Нільсен Велика Британія | 50,89 PB  |
| 5     | Таліта Діггс США               | 51,23 SB  |
| 6     | Сузанне Гогль-Валлі Австрія    | 51,37 NR  |

| Місце | Атлетка                     | Результат |
| ----- | --------------------------- | --------- |
| 1     | Циге Дугума Ефіопія         | 2.01,90   |
| 2     | Джемма Рікі Велика Британія | 2.02,72   |
| 3     | Ноелі Яріго Бенін           | 2.03,15   |
| 4     | Вів'єн Чебет Кіпротіч Кенія | 2.03,76   |
| 5     | Хабітам Алему Ефіопія       | 2.03,89   |
| 6     | Галіма Накаї Уганда         | 2.05,53   |

| Місце | Атлетка                             | Результат  |
| ----- | ----------------------------------- | ---------- |
| 1     | Фревейні Хайлу Ефіопія              | 4.01,46    |
| 2     | Ніккі Гілтц США                     | 4.02,32 PB |
| 3     | Емілі Макей США                     | 4.02,69 PB |
| 4     | Джорджія Белл Велика Британія       | 4.03,47    |
| 5     | Дірібе Велтеджі Ефіопія             | 4.03,82    |
| 6     | Ревей Волкотт-Нолан Велика Британія | 4.04,60    |

| Місце | Атлетка                   | Результат  |
| ----- | ------------------------- | ---------- |
| 1     | Елінор Сент-П'єр США      | 8.20,87 CR |
| 2     | Гудаф Цегай Ефіопія       | 8.21,13    |
| 3     | Беатріс Чепкоеч Кенія     | 8.22,68 NR |
| 4     | Джессіка Галл Австралія   | 8.24,39 AR |
| 5     | Лора М'юр Велика Британія | 8.29,76 SB |
| 6     | Лемлем Хайлу Ефіопія      | 8.30,36 SB |

| Місце | Атлетка                          | Результат |
| ----- | -------------------------------- | --------- |
| 1     | Девінн Чарлтон Багамські Острови | 7,65 WR   |
| 2     | Сірена Самба-Маєла Франція       | 7,74      |
| 3     | Пія Скшишовська Польща           | 7,79      |
| 4     | Масаї Расселл США                | 7,81      |
| 5     | Сара Лавін Ірландія              | 7,91      |
| 6     | Карізма Тейлор Багамські Острови | 7,92      |

| Місце | Атлетка                     | Результат |
| ----- | --------------------------- | --------- |
| 1     | Нікола Оліслагерс Австралія | 1,99      |
| 2     | Ярослава Магучіх Україна    | 1,97      |
| 3     | Лія Апостоловські Словенія  | 1,95 PB   |
| 4     | Крістіна Гонзель Німеччина  | 1,95 SB   |
| 5     | Ангеліна Топич Сербія       | 1,92      |
| 6     | Морган Лейк Велика Британія | 1,92 SB   |

| Місце | Атлетка                       | Результат |
| ----- | ----------------------------- | --------- |
| 1     | Моллі Кодері Велика Британія  | 4,80      |
| 2     | Еліза Маккартні Нова Зеландія | 4,80      |
| 3     | Кеті Мун США                  | 4,75      |
| 4     | Ангеліка Мозер Швейцарія      | 4,75 PB   |
| 5     | Сенді Морріс США              | 4,65      |
| 6     | Амалі Швабікова Чехія         | 4,65 SB   |

| Місце | Атлетка                  | Результат |
| ----- | ------------------------ | --------- |
| 1     | Тара Девіс-Вудхолл США   | 7,07      |
| 2     | Моней Ніколс США         | 6,85 SB   |
| 3     | Фатіма Діаме Іспанія     | 6,78 SB   |
| 4     | Мікаель Ассані Німеччина | 6,77      |
| 5     | Аннік Келін Швейцарія    | 6,75      |
| 6     | Міліца Гардашевич Сербія | 6,74 SB   |

| Місце | Атлетка                          | Результат |
| ----- | -------------------------------- | --------- |
| 1     | Теа Лафонд Домініка              | 15,01 WL  |
| 2     | Леяніс Перес Куба                | 14,90 SB  |
| 3     | Ана Пелетейро-Компаоре Іспанія   | 14,75 SB  |
| 4     | Кетура Орджі США                 | 14,36     |
| 5     | Джасмін Мур США                  | 14,15     |
| 6     | Карізма Тейлор Багамські Острови | 14,11 SB  |

| Місце | Атлетка                       | Результат |
| ----- | ----------------------------- | --------- |
| 1     | Сара Міттон Канада            | 20,22 SB  |
| 2     | Ємісі Огунлеє Німеччина       | 20,19 PB  |
| 3     | Чейз Джексон США              | 19,67     |
| 4     | Медісон-Лі Віше Нова Зеландія | 19,62 PB  |
| 5     | Джессіка Схілдер Нідерланди   | 19,37     |
| 6     | Данніель Томас-Додд Ямайка    | 19,12 SB  |

| Місце | Атлетка                 | Результат |
| ----- | ----------------------- | --------- |
| 1     | Нор Відтс Бельгія       | 4773 WL   |
| 2     | Сага Ваннінен Фінляндія | 4677 NR   |
| 3     | Софі Доктер Нідерланди  | 4571 SB   |
| 4     | Свева Джеревіні Італія  | 4559 NR   |
| 5     | Верена Майр Австрія     | 4466      |
| 6     | Юлія Лобан Україна      | 4402      |

| \| Місце \| Команда \| Результат \| \| ----- \| ------------------------------------------------------------------------------------------------------------------- \| ---------- \| \| 1 \| НідерландиЛіке Клавер Кателейн Петерс Лісанне де Вітте Фемке Бол Мірте ван дер Схот (забіг) Евеліне Салберг (забіг) \| 3.25,07 WL \| \| 2 \| СШАКванера Гейз Таліта Діггс Бейлі Лір Алексіс Голмс Джессіка Райт (забіг) Нааша Робінсон (забіг) \| 3.25,34 SB \| \| 3 \| Велика БританіяЛавіаї Нільсен Ліна Нільсен Ама Піпі Джессі Найт Ханна Келлі (забіг) \| 3.26,36 NR \| \| 4 \| БельгіяНаомі ван ден Брук Елена Понетт Камілль Лаус Синтія Болінго Імке Верват (забіг) \| 3.28,05 NR \| \| 5 \| ІрландіяФіл Гілі Софі Бекер Ройзен Гаррісон Шарлін Модслі \| 3.28,92 \| \| — \| ЯмайкаЛаней-Тава Томас Андренетт Найт Чарокі Янг Стейсі Енн Вільямс Джунелл Бромфілд (забіг) Лея Андерсон (забіг) \| DQ \| | |            |
| Місце | Команда | Результат  |
| 1 | НідерландиЛіке Клавер Кателейн Петерс Лісанне де Вітте Фемке Бол Мірте ван дер Схот (забіг) Евеліне Салберг (забіг) | 3.25,07 WL |
| 2 | СШАКванера Гейз Таліта Діггс Бейлі Лір Алексіс Голмс Джессіка Райт (забіг) Нааша Робінсон (забіг)                   | 3.25,34 SB |
| 3 | Велика БританіяЛавіаї Нільсен Ліна Нільсен Ама Піпі Джессі Найт Ханна Келлі (забіг)                                 | 3.26,36 NR |
| 4 | БельгіяНаомі ван ден Брук Елена Понетт Камілль Лаус Синтія Болінго Імке Верват (забіг)                              | 3.28,05 NR |
| 5 | ІрландіяФіл Гілі Софі Бекер Ройзен Гаррісон Шарлін Модслі                                                           | 3.28,92    |
| — | ЯмайкаЛаней-Тава Томас Андренетт Найт Чарокі Янг Стейсі Енн Вільямс Джунелл Бромфілд (забіг) Лея Андерсон (забіг)   | DQ         |

## Медальний залік
| Місце               | Країна              | Золото | Срібло | Бронза | Загалом |
| ------------------- | ------------------- | ------ | ------ | ------ | ------- |
| 1                   | США                 | 6      | 9      | 5      | 20      |
| 2                   | Бельгія             | 3      | 0      | 1      | 4       |
| 3                   | Нова Зеландія       | 2      | 2      | 0      | 4       |
| 4                   | Нідерланди          | 2      | 1      | 2      | 5       |
| 5                   | Велика Британія     | 2      | 1      | 1      | 4       |
| 5                   | Ефіопія             | 2      | 1      | 1      | 4       |
| 7                   | Швеція              | 1      | 1      | 0      | 2       |
| 8                   | Греція              | 1      | 0      | 1      | 2       |
| 9                   | Австралія           | 1      | 0      | 0      | 1       |
| 9                   | Багамські Острови   | 1      | 0      | 0      | 1       |
| 9                   | Буркіна-Фасо        | 1      | 0      | 0      | 1       |
| 9                   | Домініка            | 1      | 0      | 0      | 1       |
| 9                   | Канада              | 1      | 0      | 0      | 1       |
| 9                   | Сент-Люсія          | 1      | 0      | 0      | 1       |
| 9                   | Швейцарія           | 1      | 0      | 0      | 1       |
| 16                  | Італія              | 0      | 2      | 2      | 4       |
| 17                  | Норвегія            | 0      | 2      | 0      | 2       |
| 18                  | Польща              | 0      | 1      | 1      | 2       |
| 18                  | Франція             | 0      | 1      | 1      | 2       |
| 20                  | Алжир               | 0      | 1      | 0      | 1       |
| 20                  | Куба                | 0      | 1      | 0      | 1       |
| 20                  | Німеччина           | 0      | 1      | 0      | 1       |
| 20                  | Україна             | 0      | 1      | 0      | 1       |
| 20                  | Фінляндія           | 0      | 1      | 0      | 1       |
| 25                  | Ямайка              | 0      | 0      | 3      | 3       |
| 26                  | Іспанія             | 0      | 0      | 2      | 2       |
| 27                  | Бенін               | 0      | 0      | 1      | 1       |
| 27                  | Естонія             | 0      | 0      | 1      | 1       |
| 27                  | Кенія               | 0      | 0      | 1      | 1       |
| 27                  | Португалія          | 0      | 0      | 1      | 1       |
| 27                  | Південна Корея      | 0      | 0      | 1      | 1       |
| 27                  | Словенія            | 0      | 0      | 1      | 1       |
| Загалом (32 збірні) | Загалом (32 збірні) | 26     | 26     | 26     | 78      |

## Україна на чемпіонаті
Зі складу збірної України, яка була затверджена до участі в чемпіонаті, у змаганнях взяло участь 6 легкоатлетів.
| Чоловіки (2) | Чоловіки (2)    | Чоловіки (2) | Чоловіки (2) |
| Місце        | Атлет           | Дисципліна   | Результат    |
| ------------ | --------------- | ------------ | ------------ |
|              | Олег Дорощук    | висота       | 2,24         |
|              | Андрій Проценко | висота       | 2,15         |

| Жінки (4) | Жінки (4)        | Жінки (4)    | Жінки (4) |
| Місце     | Атлетка          | Дисципліна   | Результат |
| --------- | ---------------- | ------------ | --------- |
| 2         | Ярослава Магучіх | висота       | 1,99      |
|           | Юлія Лобан       | п'ятиборство | 4402      |
|           | Юлія Левченко    | висота       | 1,89      |
| заб       | Анна Плотіцина   | 60 м з/б     | 8,22      |